# Dowell (Illinois)

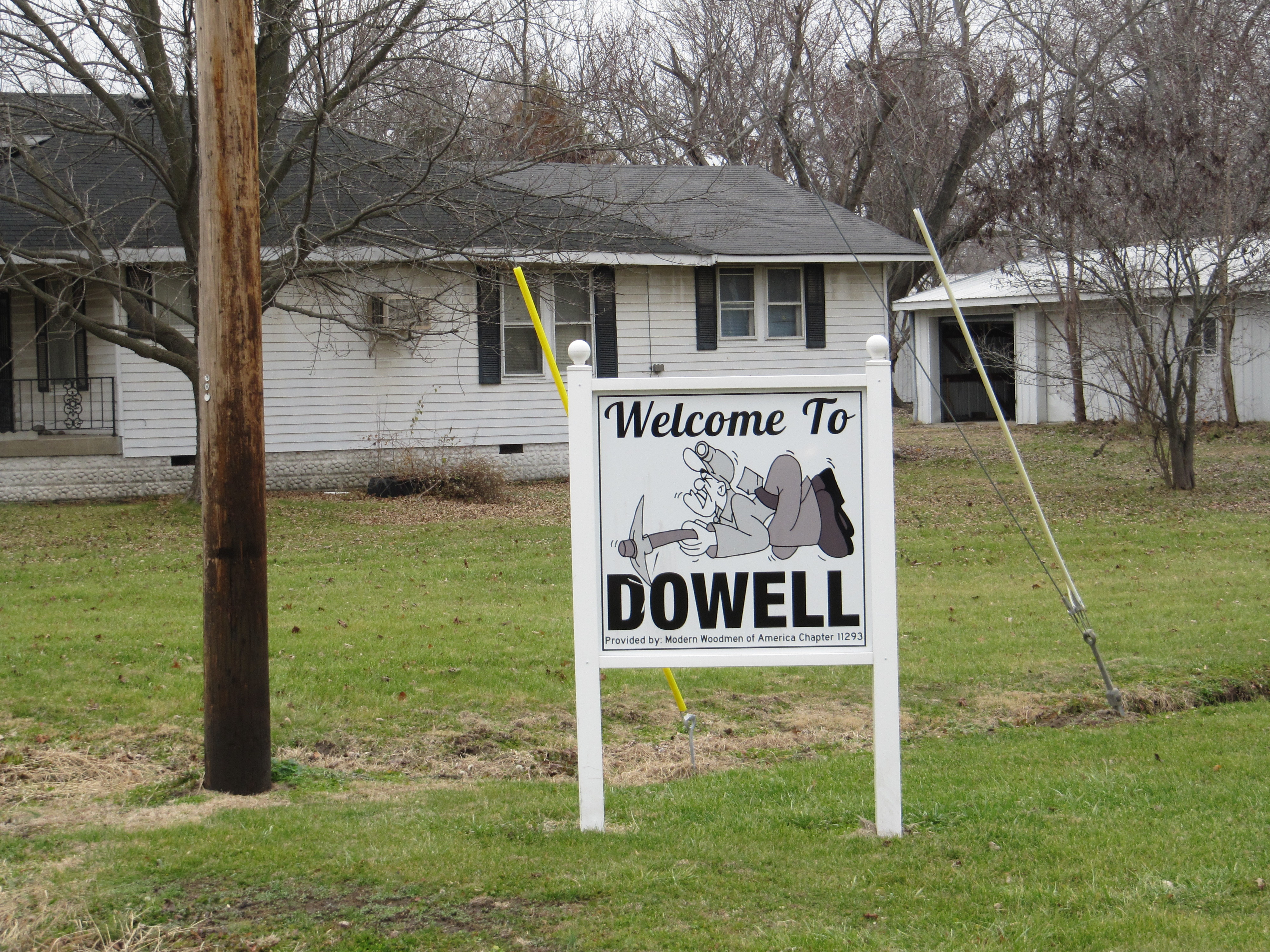
Entrant Dowell

Pour les articles homonymes, voir Dowell.
Le village de Dowell est situé dans le comté de Jackson, dans l’État de l’Illinois, aux États-Unis. Sa population s’élevait à 408 habitants lors du recensement de 2010.

## Source
- (en) Cet article est partiellement ou en totalité issu de l’article de Wikipédia en anglais intitulé « Dowell, Illinois » (voir la liste des auteurs).